# Jimmy Heathcote
James Heathcote (17 tháng 1 năm 1894 – sau 1928) là một cầu thủ bóng đá người Anh ghi được 83 trong 197 lần ra sân ở Football League thi đấu cho Blackpool, Notts County, Lincoln City và Coventry City. Ông thi đấu ở vị trí tiền đạo hoặc inside forward. Ông từng nằm trong đội hình của Bolton Wanderers và Accrington Stanley mà chưa thi đấu cho đội nào ở giải vô địch, và cũng thi đấu ở Southern League cho Pontypridd và ở Midland League cho Mansfield Town.